# Fratelli della vita comune

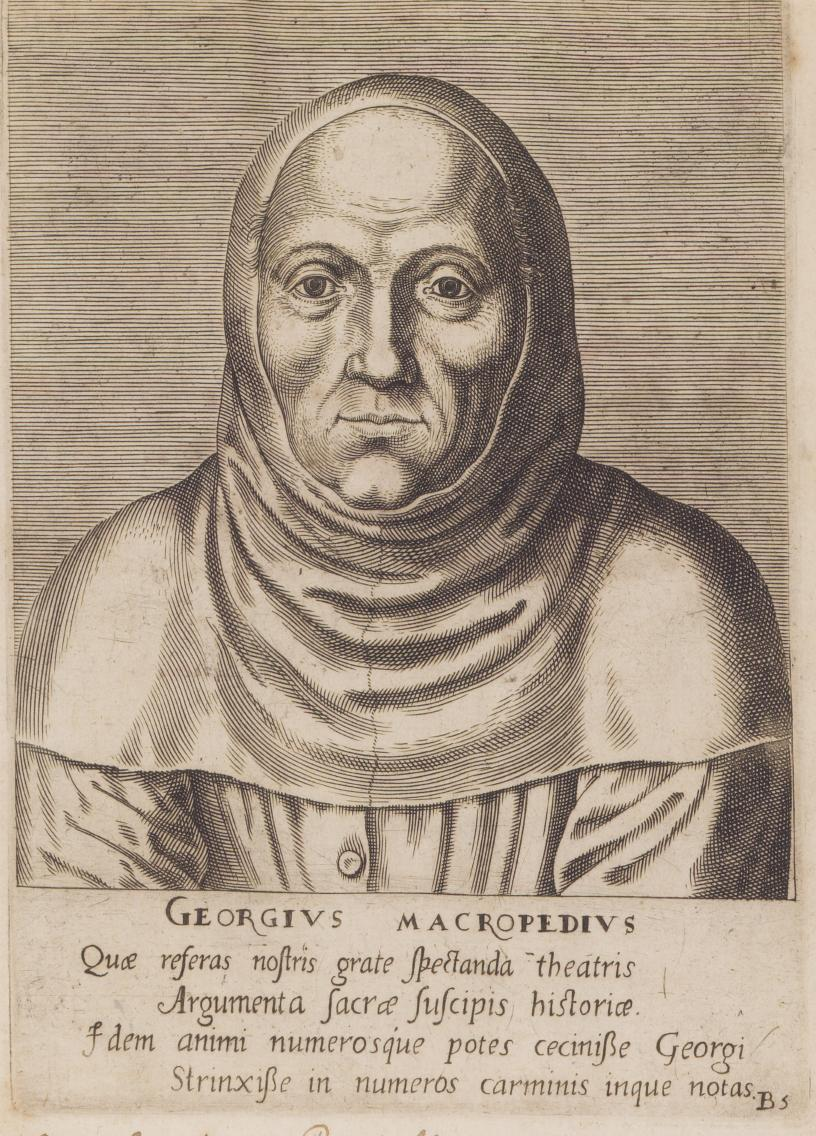
L'umanista olandese Giorgio Macropedio (XVI secolo) con l'abito dei Fratelli della vita comune

I Fratelli della vita comune (Fratres Vitæ Communis, in latino) furono una comunità religiosa della Chiesa cattolica, fondata a Deventer dal predicatore olandese Geert Groote nella seconda metà del 1300.

## Storia
Benché ricco di famiglia, Geert Groote (1340-1384) ebbe un'esperienza di conversione nel 1373, dopo la quale assunse uno stile di vita ascetico. Al termine di un periodo di sette anni di assoluta solitudine cominciò a predicare il pentimento e l'espiazione di villaggio in villaggio, proclamando la bellezza dell'amore divino e puntando il dito contro il lassismo del clero e dei suoi costumi. I cittadini che ebbero modo di ascoltare i suoi sermoni avvertirono il potere trascinante delle sue parole e molte furono le conversioni. Successivamente, un gruppo si unì a lui per aiutarlo nel lavoro e si formò così il nucleo primigenio dei Fratelli.
Nonostante le accuse di eresia mossegli dal clero, il movimento si diffuse e trovò l'approvazione della Santa Sede. Al bivio storico fra eresia e rinascita spirituale, si trovò dunque sulla seconda strada. Groote morì nel 1384 e gli successe Fiorenzo Radewijn, che fondò il monastero di Windesheim. Questo divenne il centro della nuova associazione.
Come già il movimento delle Beghine e dei Begardi, i Fratelli della vita comune non prendevano voti e conducevano una vita semplice: si mantenevano grazie al loro lavoro. Il loro scopo era quello di coltivare la propria vita interiore: in tal senso si dedicavano alla preghiera e allo studio e insegnamento delle scritture, del latino e della letteratura.
Sotto questo aspetto il movimento si caratterizzò in modo fondamentalmente diverso rispetto agli altri gruppi religiosi dell'epoca e assunse subito una connotazione fortemente intellettuale, votandosi però alla diffusione della cultura e del sapere piuttosto che al perpetuarlo all'interno di conventi chiusi.
Groote credeva che la combinazione di religione, onesto lavoro e insegnamento/apprendimento fossero una via sicura per la salvezza e l'evoluzione spirituale: tutti dovevano essere messi in grado di leggere e comprendere la Bibbia, che lui stesso prese a tradurre in lingua corrente (detta lingua volgare o del volgo, del popolo). Fondò il suo modello di vita su una fede interiore umile, sommessa e piena d'amore per Dio e per la sua opera. Puntò inoltre il dito contro la tendenza a credere che la salvezza stesse nelle opere più che nella retta intenzione di seguire Dio e imitarlo. Le opere, al pari delle cose, non hanno anima e nulla possono insegnare all'anima, che accresce sé stessa solo alla luce dell'insegnamento di Cristo. Questo punto di vista influenzò moltissimo il clima a immediato ridosso della Riforma Protestante, la quale pose infatti l'accento sulla salvezza tramite la Grazia Divina e non tramite le opere.
Secondo lo studioso G. Codina Meir, i Fratelli della vita comune furono influenzati dalla figura di Jan van Ruusbroec, nonché dalla mistica renana, nel creare, quasi certamente per primi, un rigoroso metodo di insegnamento, finalizzato a formare il sapere e la buona condotta nel bambino, attraverso un'educazione scolastica basata su una serie di esercizi di complessità progressiva: il primo esempio concreto nel mondo occidentale di programma scolastico, derivato dalla trasposizione in ambito pedagogico di alcune tecniche spirituali.

## L'imitazione di Cristo
Il movimento produsse, tra le altre, un'opera destinata ad avere una enorme influenza sul panorama spirituale europeo e che ancora oggi è considerata una guida fondamentale: l'Imitazione di Cristo, sulla cui paternità si è discusso e si discute tuttora. Per secoli fu attribuita a Tommaso da Kempis, ma oggi si tende a ritenere che sia il prodotto di una riflessione del primo gruppo dei Fratelli della vita comune, ancora sotto la guida diretta di Groote.
L'Imitazione di Cristo invoca l'abbandono di sé stessi, del proprio volere, di passioni e vizi. Viene minimizzata l'importanza delle forme esteriori di religiosità a favore di una ricerca interiore fatta di silenzio, contemplazione, umile amore di Dio. La via tratteggiata è una via essenziale e semplice, ma pratica, che può venire applicata con uguale successo da laici e religiosi per mettere al servizio della crescita spirituale le proprie caratteristiche interiori, piuttosto che impoverirla concentrandosi su gesti esteriori che non possono essere realmente propri e personali.

## Altre opere
Nel contesto culturalmente impoverito dell'Olanda del tempo il movimento si dedicò alla diffusione di opere che diversamente sarebbero andate perse, alla produzione di altre nuove e all'insegnamento ai propri discepoli e ai laici, spesso figli di borghesi che si sarebbero accontentati di imparare a leggere e scrivere pure con qualche difficoltà. Non per caso, infatti, fecero parte dei Fratelli uomini come Tommaso da Kempis, Dierick Maertens, Gabriel Biel e il papa Adriano VI. Anche Nicolò Cusano, si ritiene, frequentò la scuola dei Fratelli della vita comune, prima di iscriversi all'università di Heidelberg.
La poetica del tempo e grandi autori come Erasmo da Rotterdam e lo stesso Lutero trassero elementi fondanti del proprio pensiero da quello di Groote, che elaborò ciò che venne definita come devotio moderna, ovvero un modo attuale nuovo di intendere una vita orientata a Dio.

## Sviluppi
Dal movimento si originarono due tendenze differenti. La prima, più ortodossa, ebbe anche un ordine religioso: i Canonici regolari dei fratelli della vita comune con la loro controparte femminile, le sorelle della vita comune. Entrambi portarono avanti la loro rivoluzione spirituale ed ebbero pari importanza, fondando numerosi conventi.
La seconda si dedicò invece alla riflessione sulla dottrina eucaristica, ovvero sulla presenza o meno di Cristo nell'eucaristia, che alcuni spiritualizzavano o trasponevano come simbolica. L'Imitazione di Cristo e questa diversa concezione eucaristica influenzarono Erasmo, che nei suoi scritti diffuse la devotio moderna al "grande pubblico" (inteso nei termini dell'epoca).